# Arnoldiola margaritae
Arnoldiola margaritae är en tvåvingeart som beskrevs av Ryszard Szadziewski 1975. Arnoldiola margaritae ingår i släktet Arnoldiola och familjen gallmyggor.
Artens utbredningsområde är Polen. Inga underarter finns listade i Catalogue of Life.